# Sostenes (postać biblijna)

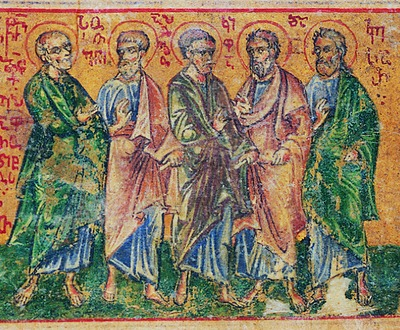
Średniowieczna miniatura przedstawiająca Sostenesa (drugi od lewej).

Sostenes – żyjąca w I wieku postać biblijna, święty katolicki i prawosławny.
Postać wymieniana w Nowym Testamencie w Liście do Koryntian  przez Pawła z Tarsu. Sostenes był uczniem św. Pawła i towarzyszył mu w czasie redagowania pisma (1 Kor 1, 1 BT). Nierozstrzygniętą pozostaje kwestia czy należy identyfikować Sostenesta, towarzysza Pawła z wymienianym przez apostoła Łukasza w Dziejach Apostolskich (Dz 18, 17 BT) przełożonego synagogi w Koryncie. Zaliczany do grona Siedemdziesięciu dwóch wysłańców Jezusa Chrystusa. Wspomnienie w grupie apostołów przypada na  4/17 stycznia. W martyrologiach wymieniany pod dniem 11 czerwca i 28 listopada.